# 愛知県道130号馬飼井堀線
愛知県道130号馬飼井堀線（あいちけんどう130ごう まかいいぼりせん）は、愛知県稲沢市内を走る一般県道。

## 概要

### 路線データ
- 起点：愛知県稲沢市祖父江町馬飼
- 終点：愛知県稲沢市井堀中郷町

## 沿革
- 1959年（昭和34年）12月15日：認定

## 地理

### 通過する自治体
- 愛知県
  - 稲沢市

### 交差する道路
- 愛知県道134号桑原祖父江線（馬飼交差点）
- 愛知県道512号給父稲沢線（馬飼交差点）
- 愛知県道129号一宮津島線（大牧交差点）
- 愛知県道458号一宮弥富線（巡見街道）
- 国道155号
- 愛知県道121号津島稲沢線

### 沿線
- 稲沢市立牧川小学校
- 牧川保育園
- 領内川
- 愛知県立杏和高等学校
- 名鉄尾西線